# チームNIII 2nd Stage「第一人稱」
チームNIII 2nd Stage「第一人稱」公演は、GNZ48チームNIIIの2nd公演である。GNZ48初のオリジナル公演。

## 公演内容

### 曲目
本編
1. overture
（作曲・編曲：尾澤拓実）
全GNZ48公演共通である。
2. Wake Me Up
（Wake Me Up、作詞：Mayu、作曲：Funk Uchino、編曲：Funk Uchino）
3. あと5秒で到着する
（还有5秒到达、作詞：夏寧、作曲：Piggy、編曲：Piggy）
4. 夢の冒険
（梦境冒险、作詞：Mayu、作曲：Masaya、編曲：Masaya）
5. 第一人称
（第一人称、作詞：Rinko、作曲：Piggy、編曲：Piggy）
6. 精霊
（精灵、作詞：米偉、作曲：冷段、編曲：呉英仲）
7. Pink Sniper
（Pink Sniper、作詞：黄柯清、作曲：冷段、編曲：蔡曉恩）
8. 上下左右に
（上下左右、作詞：易貝兒、作曲：高永滕、編曲：小冷）
9. 暴走少女
（暴走少女、作詞：Rinko、作曲：Piggy、編曲：Piggy）
10. Mario My Love
（Mario My Love、作詞：熊胡傑、作曲：戴浪、編曲：呉英仲）
11. 少女革命
（少女革命、作詞：夏寧、作曲：Piggy、編曲：Piggy）
12. Never Land
（Never Land、作詞：祝怡、作曲：周路、編曲：周路）
13. We Can Try
（We Can Try、作詞：丁亮、作曲：冷段、編曲：呉英仲）
14. Ba Ba Ba
（Ba Ba Ba、作詞：凱揚、作曲：林倛玉、編曲：林倛玉）

アンコール
1. あなたのために
（为了你、作詞：丁亮、作曲：冷段、編曲：張瑋）
2. N3ver Give Up
（N3ver Give Up、作詞：Mayu、作曲：Masaya、編曲：Masaya）
3. こんな私を
（这样的我、作詞/作曲/編曲：瓦蘇列音樂）

## GNZ48 チームNIII 2nd Stage「第一人稱」公演
公演期間
2017年3月25日 -
出演メンバー
熊心瑶・肖文鈴・盧靜・洪靜雯・劉倩倩・唐莉佳・左嘉欣・左婧媛・陳欣妤・陳慧婧・鄭丹妮・冼燊楠・陳楠茜・馮嘉希・馮嘉希・孫馨

ユニット曲担当
- 精霊（熊心瑶、肖文鈴、盧靜、洪靜雯）
- Pink Sniper（劉倩倩、左嘉欣、左婧媛）
- 上下左右に（陳慧婧、陳欣妤、冼燊楠、鄭丹妮）
- 暴走少女（陳楠茜、馮嘉希、馮嘉希、孫馨）
- Mario My Love（唐莉佳）

## CKG48 チームC 1st Stage「第一人稱」公演
公演期間
2017年11月3日 -
出演メンバー
冉蔚・毛譯晗・李姍姍・譙玉珍・雷宇霄・左欣・柏欣妤・熊心瑤・田倩蘭・陶菀瑞・周源・伍寒琪・李恩鋭・李澤亞・王娯博・王夢竹

ユニット曲担当
- 精霊（冉蔚、雷宇霄、左欣、柏欣妤）
- Pink Sniper（毛譯晗、李姍姍、譙玉珍）
- 上下左右に（熊心瑤、田倩蘭、陶菀瑞、周源）
- 暴走少女（李恩鋭、李澤亞、王娯博、王夢竹）
- Mario My Love（伍寒琪）